# Вестготське королівство
Вестго́тське королі́вство або Королі́вство вестго́тів (лат. Regnum Visigothorum, гот. Gutþiuda Þiudinassus) — одне з так званих варварських королівств, що постало на уламках Західної Римської імперії та існувало в V — VIII сторіччях у Південній Галлії та на Піренейському півострові.
Королівство було створене 418 року ватажком федератів Римської імперії вестготів Валлією після згоди імператора Гонорія виділити його одноплемінникам для розселення землі в Аквітанії (навколо Тулузи — звідси назва «Тулузьке королівство», що використовується для найменування держави у 418—507 роках).
Після поразки Аларіха II в 507 році в битві при Вуе і захоплення франками більшості територій Вестготського королівства в Галлії столицю перенесли спочатку на південь Галлії в Нарбонн, потім за Піренейський хребет в Барселону і, врешті-решт, в центр Піренейського півострова у Толедо — звідси назва «Толедське королівство», що використовується для найменування держави у 580—712 роках.
У 711—721 роках, внаслідок арабського завоювання Піренейського півострова, Вестготське королівство було ліквідоване, а більша частина його території увійшла до складу Арабського Халіфату зі столицею у Дамаску.

## Назва
- Вестготське королівство (лат. Regnum Visigothorum)
- Візиготське королівство (лат. Regnum Visigothorum)
- Королівство готів, або Готське королівство (лат. Regnum Gothorum, гот. 𐌲𐌿𐍄𐌸𐌹𐌿𐌳𐌰 𐌸𐌹𐌿𐌳𐌹𐌽𐌰𐍃𐍃𐌿𐍃, Gutþiuda Þiudinassus)
- Тулузьке королівство
- Толедське королівство

## Історія
З 407 по 409 рік нашої ери союз германомовних вандалів та свевів та іраномовних аланів перетнув замерзлий Рейн і здійснив перехід через сучасну Францію до Римської Іспанії (сучасний Піренейський півострів). Своєю чергою вестготи на чолі з Аларихом у 410 році розграбували Рим і полонили Галлу Плацидію, сестру західноримського імператора Гонорія.
Після смерті Алариха новим королем готів став Атаульф, який наступні кілька років провів у кампаніях у Галлії та на Піренейському півострові, вміло дипломатично маневруючи між конкуруючими між собою римськими та варварськими полководцями й захопивши низку міст, таких як Нарбонн і Тулуза (в 413). Після того, як Аларих одружився з Плацидією, імператор Гонорій залучив підлеглих йому вестготів для надання допомоги Риму у відновленні римського контролю над Іспанією від вандалів, аланів і свебів.
У 418 році імператор Гонорій винагородив своїх вестготських федератів під проводом нового короля Валлії (правив у 415–418 роках), надавши їм землю в долині Гаронни Галлії Аквітанської, на якій вони могли оселитися. Ймовірно, це відбувалося за системою hospitalitas. Здається ймовірним, що спочатку вестготам не було надано велику кількість землі в регіоні (як вважалося раніше), але вони отримали податки регіону, причому місцеві галльські аристократи тепер платили свої податки вестготам, а не до римського уряду.

### Хронологія
- 410: взяття Рима
- 418: заснування
- 451: Битва на Каталаунських полях
- 507: Битва при Вує
- 585: анексія свевів
- 711: Битва при Гвадалете
- 720: Арабське завоювання Піренейського півострова
- 722: битва при Ковадонзі. Астурійське королівство

## Державний устрій
- Категорія:Королі вестготів